# Губернские ведомости
Губе́рнские ве́домости — официальные периодические издания Российской империи, издаваемые по распоряжению императора с 1838 года в губернских городах. 
Состояли из официального отдела — распоряжений и приказов местных властей, — и неофициального, предназначенного по преимуществу для трудов по местной истории, географии, этнографии и статистике. 
В 1838 году стало выходить 38 еженедельных «Губернских ведомостей» и две ежедневных (Пензенские и Харьковские). В 1850 году основаны Ставропольские губернские ведомости. C 1857 стали выходить «Иркутские», «Тобольские» и «Томские» губернские ведомости.
Часто «губернские ведомости» являлись самой первой и на протяжении многих лет, единственной газетой в своем городе. Издание «Губернских ведомостей» плодотворно отразилось на разработке местной истории.
В годы Первой мировой войны в приложениях к «Губернским ведомостям» публиковались именные списки убитых, раненых и без вести пропавших нижних чинов.
Издание «Губернских ведомостей» прекратилось в 1917–1919 годах в связи с революционными событиями.